# حادثه منا ۱۳۷۳
فاجعه منا در سال ۱۳۷۳ (۱۹۹۴ میلادی) منجر به کشته شدن دست کم ۲۷۰ حاجی شد. این فاجعه در هنگام برگزاری مراسم رمی جمرات در تاریخ ۳ خرداد ۱۳۷۳ رخ داد.